# IFA F8
L’IFA F8 est une automobile produite entre 1949 et 1955 par le conglomérat industriel est-allemand IFA, dans l’ancienne usine Audi de Zwickau. Il s’agit en réalité de l’ancienne DKW Meisterklasse type F8 de 1939, dont la production avait été stoppée en 1942.

## Histoire

### L’après-guerre, un contexte difficile
En Europe, la Seconde Guerre mondiale prend officiellement fin le 8 mai 1945, avec la capitulation de l’Allemagne. Celle-ci est anéantie. 
En juillet 1945, la conférence de Potsdam aboutit à son morcellement en quatre zones d’occupation : américaine, britannique, française et soviétique.
Les usines ayant été bombardées par les Alliés et pillées par l’Armée rouge, la production industrielle a beaucoup de mal à redémarrer, d’autant plus que les nombreuses installations situées dans le secteur soviétique échappent désormais à leurs propriétaires légitimes. C’est par exemple le cas de l’ancienne usine Audi de Zwickau, dans la Saxe, qui fabriquait des DKW.

### IFA: les DKW de l’Est
En 1948, le conglomérat industriel IFA (pour Industrieverband Fahrzeugbau) est créé. Il regroupe une quarantaine d’entreprises, toutes en rapport avec le transport. 
Au printemps 1948, IFA présente à la Foire de Leipzig deux automobiles sous sa propre marque : les F8 et F9. La première est la copie conforme de la DKW F8 sortie en 1939, et la seconde un prototype d’une berline plus moderne, encore loin d’être abouti.
La F8 doit être construite dans l’usine de Zwickau, qui est désormais passée sous la coupe d’IFA. Sous le capot, on retrouve le bicylindre deux-temps de 690 cm3 de la DKW d’avant-guerre, associé à une boîte à trois rapports. La vitesse de pointe est de 85 km/h. Deux carrosseries sont proposées : le coach et le cabriolet.
La production démarre au mois de mai 1949, mais à des cadences très faibles : seuls 355 exemplaires sont assemblés cette année-là, l’usine n’étant pas encore totalement opérationnelle.
En 1950, un break à la carrosserie en bois viendra compléter la gamme, suivi en 1953 par un cabriolet baptisé « Luxus », reconnaissable à ses lignes quelque peu modernisées, notamment au niveau des faces avant et arrière. Ce modèle fabriqué à Dresde est plutôt destiné à l’exportation, et ne remplace pas l’ancienne version qui reste disponible pour le marché intérieur. 
Concurrencée depuis 1950 par la F9 aux lignes beaucoup plus actuelles, et désormais remplacée par la toute nouvelle Zwickau P70, l’IFA F8 tire sa révérence à l’automne 1955, après avoir été fabriquée à 26 267 exemplaires, dont 400 cabriolets.

## Galerie

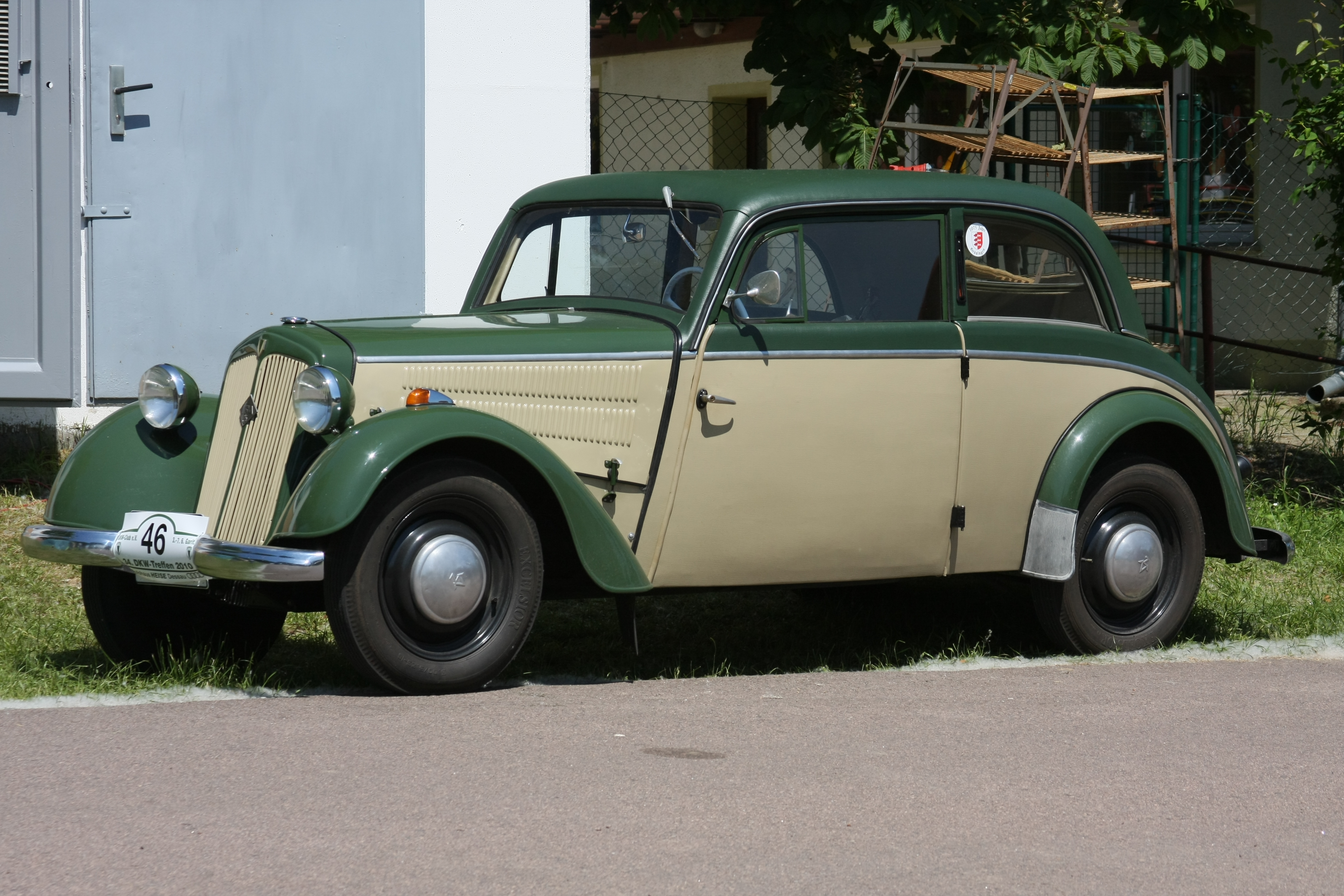
IFA F8 Coach.
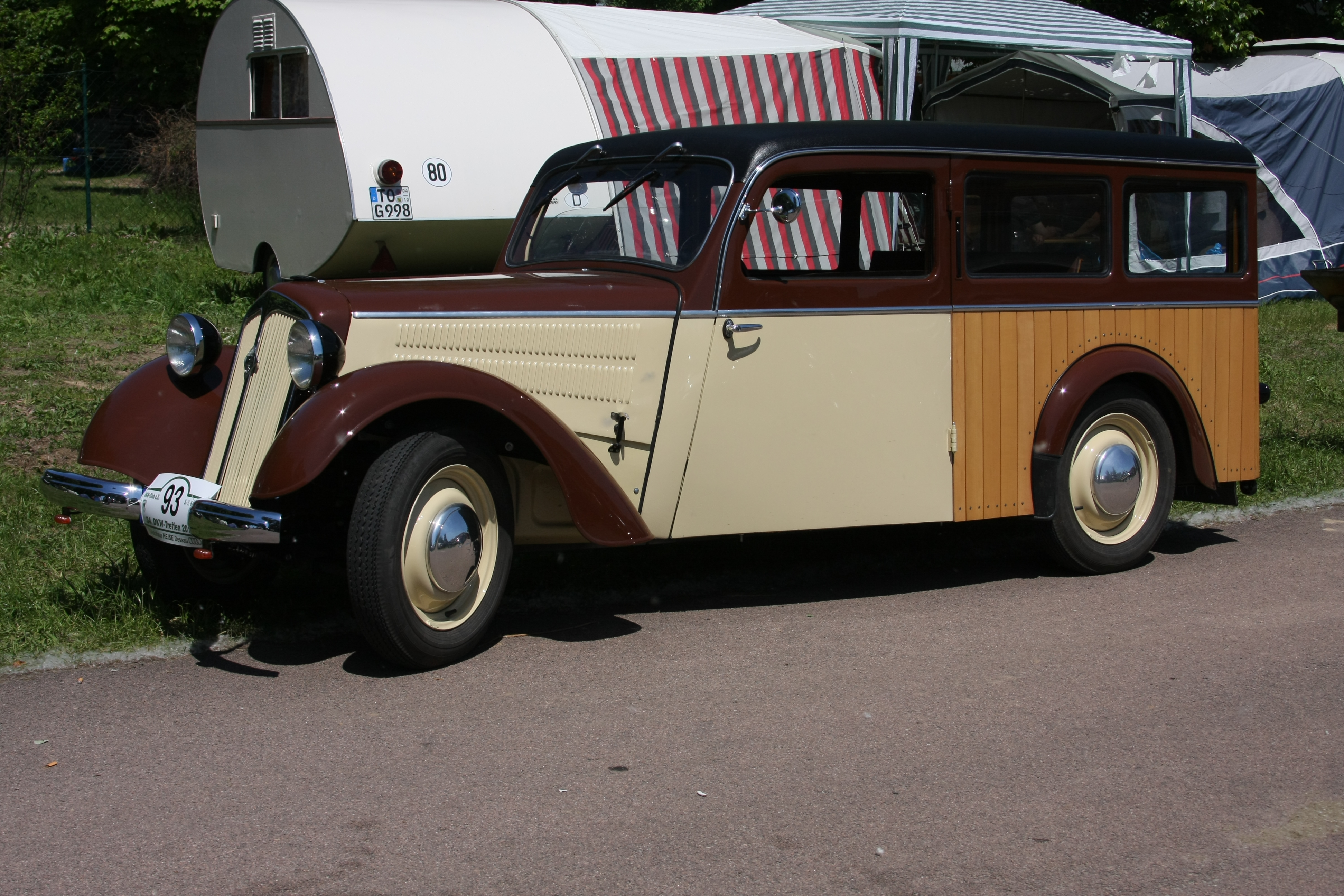
IFA F8 Kombi.
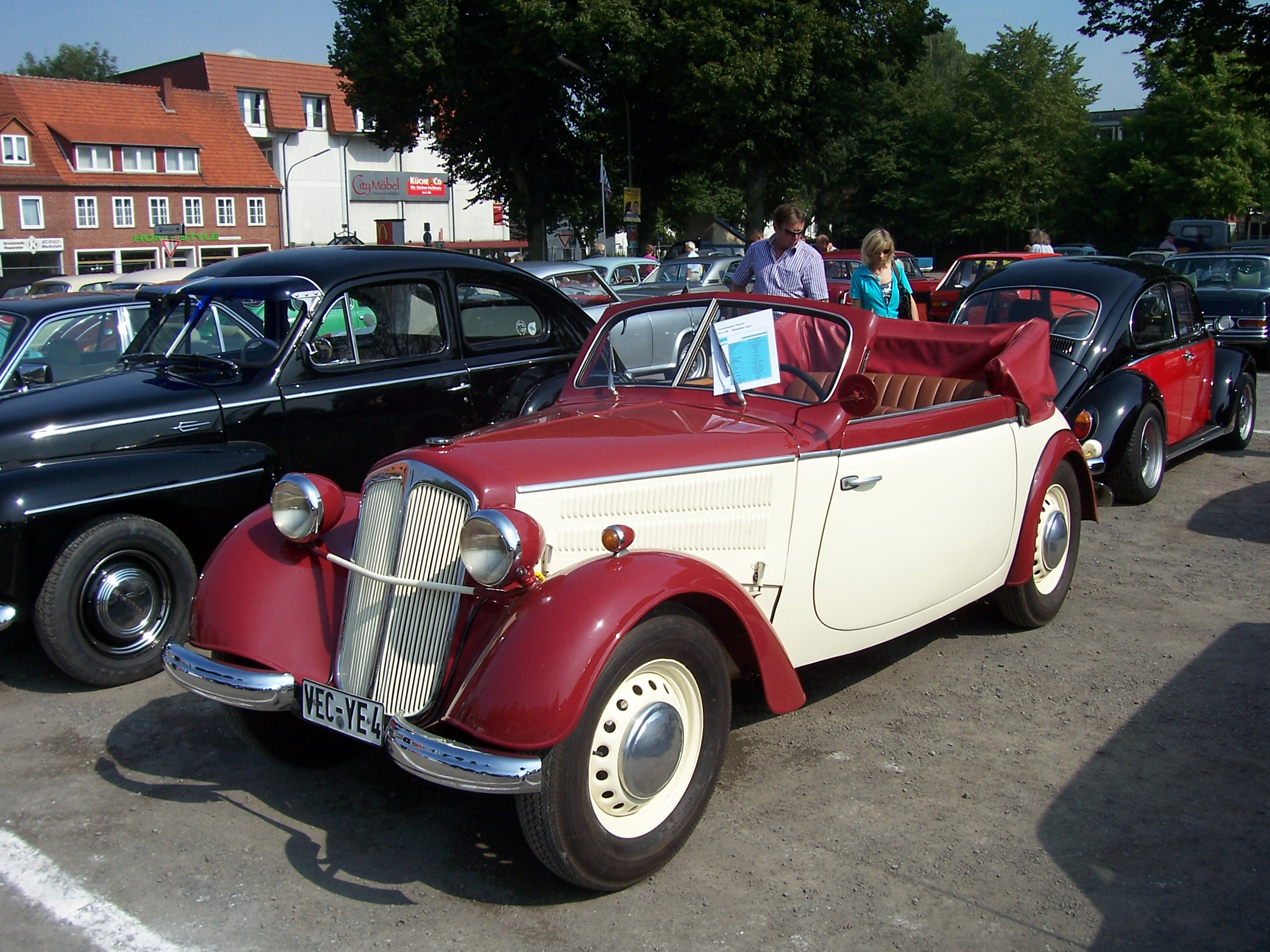
IFA F8 Cabriolet de 1951.
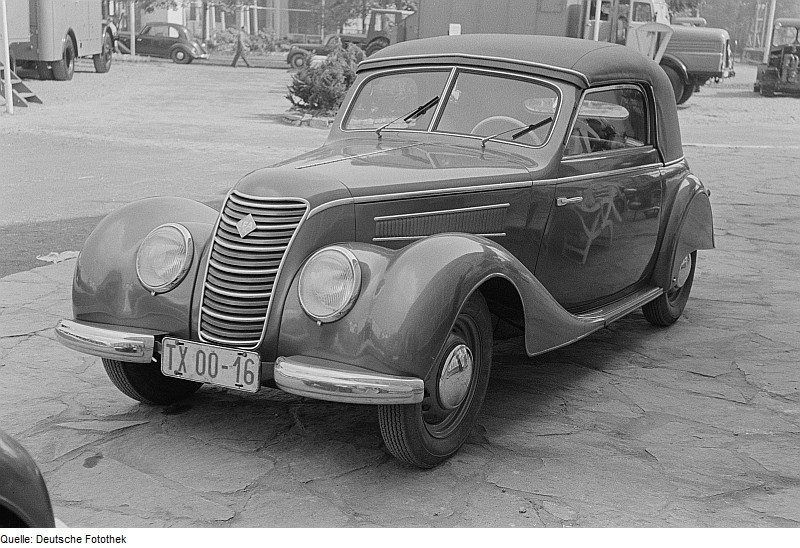
IFA F8 Cabriolet  « Luxus ».

## Sources
- Bernard Vermeylen, Voitures des pays de l'Est, E-T-A-I, Boulogne-Billancourt, 2008  (ISBN 9782726888087)